# Avril 1969

## Évènements
- Le Ba’th irakien crée le Front de libération arabe (FLA).

- 1er avril : Pierre-Paul Geoffroy, militant du Front de libération du Québec (FLQ), est condamné à la prison à vie.
- 3 avril : victoire de Bobby Isaac lors de la Columbia 200 à Columbia en NASCAR Grand National.
- 15 avril : un avion de reconnaissance américain est abattu en mer du Japon par la Corée du Nord.
- 17 avril : Alexander Dubček est évincé et remplacé par Gustáv Husák à la tête du parti communiste tchécoslovaque : la Normalisation en Tchécoslovaquie commence. Husák annule les réformes du Printemps de Prague, à l’exception de la promesse d’une constitution fédérale qui est appliquée.
- 24 avril : première de Le Francophonissime en association avec d'autres pays francophones.
- 26 avril : O Sensei Morihei Ueshiba, le fondateur de l'Aikido, meurt à l'âge de 85 ans au Japon.

- 27 avril :
  - France  : référendum sur la réforme du Sénat et la régionalisation. Rejet du projet par 52,41 % des suffrages exprimés.
  - Bolivie : la mort de Barrientos dans un accident d’hélicoptère permet aux factions rivales au sein de l’armée de s’opposer librement jusqu’en 1971.
- 28 avril, France : fidèle à sa conception du peuple souverain, Charles de Gaulle, à la suite du rejet du référendum par 52,41 % des Français, annonce sa démission. Alain Poher, le président du Sénat, assure l'intérim.

## Naissances
- 3 avril : Lance Storm, catcheur.
- 6 avril : Albert Ouédraogo, homme politique Burkinabé.
- 13 avril : Rafael Camino, matador espagnol.
- 15 avril : Éric Duhaime, homme politique canadien.
- 16 avril : 
  - Olivia Del Rio, actrice brésilienne.
  - Fabien Roussel, homme politique et Député français.
- 20 avril : Felix Baumgartner, parachutiste et sauteur extrême autrichien († 17 juillet 2025).
- 25 avril : 
  - Fabienne Sintes, journaliste
  - Renée Zellweger, actrice et productrice américaine.
- 28 avril : Pier Silvio Berlusconi, homme d'affaires italien.

## Décès
- 6 avril : Jean Fieux, ingénieur français.
- 26 avril : Morihei Ueshiba, fondateur de l'Aïkido.